# Bilanzstrukturmanagement
Unter Bilanzstrukturmanagement (englisch Asset Liability Management; häufig abgekürzt: ALM) wird insbesondere im Bank- und Versicherungswesen eine betriebliche Funktion des Risikomanagements verstanden, die sich mit der Abstimmung der Bilanzpositionen der Aktiv- und Passivseite einer Bilanz befasst und dadurch die Steuerung des damit verbundenen Zinsänderungsrisikos übernimmt.
Das  Bilanzstrukturmanagement ist Henner Schierenbeck zufolge ein strategisches Controlling und zielt darauf ab, das bilanzwirksame Kundengeschäft und den Interbankenhandel durch Maximierung des Zinsüberschusses unter Einhaltung externer Bilanzstrukturnormen (Kapitaladäquanzverordnung, Liquiditätsverordnung, Solvabilität II) und betriebsinternen Regelungen (Risikoselektion) sicherzustellen.

## Bilanzstruktur
Die Bilanzstruktur wird in der Bilanzanalyse in horizontale und vertikale Bilanzstruktur unterteilt. Das Bilanzstrukturmanagement fokussiert sich dabei auf die horizontale Bilanzstruktur, also der Gegenüberstellung von Vermögenswerten (englisch assets) der Aktivseite und Verbindlichkeiten (englisch liabilities) der Passivseite. Dabei interessiert weniger das Anlagevermögen; vielmehr wird das Umlaufvermögen untersucht und den Verbindlichkeiten gegenübergestellt. Als betriebswirtschaftliche Kennzahl steht allgemein der Liquiditätsgrad im Vordergrund, der Aussagen zur Kapitalbindungsdauer macht.

## Bankwesen
Die Liquiditätsanforderungen an Kreditinstitute werden einheitlich in allen EU-Mitgliedstaaten durch die seit Januar 2014 geltende Kapitaladäquanzverordnung (CRR) geregelt (Kapitaladäquanzverordnung), ergänzt durch nationale Vorschriften wie in Deutschland durch die MaRisk in BTR 3 (Konkretisierung aus § 25a KWG) und die Liquiditätsverordnung (LiqV). Letztere gilt jedoch gemäß § 1 LiqV seit Januar 2018 lediglich noch für Spezialbanken wie Bürgschaftsbanken, Wohnungsunternehmen mit Spareinrichtung, Wertpapierfirmen und Finanzdienstleistungsinstitute gemäß § 1 Abs. 1a KWG.
Für alle übrigen Kreditinstitute – insbesondere Universalbanken – gelten die Bestimmungen der Art. 411 bis 428 CRR. Gemäß Art. 412 CRR müssen Kreditinstitute über liquide Aktiva {\displaystyle ZMB} verfügen, deren Gesamtwert die Liquiditätsabflüsse {\displaystyle AZ} abzüglich der Liquiditätszuflüsse {\displaystyle EZ} unter Stressbedingungen abdeckt, damit gewährleistet wird, dass sie über angemessene Liquiditätspuffer verfügen, um sich einem möglichen Ungleichgewicht zwischen Liquiditätszuflüssen und -abflüssen unter erheblichen Stressbedingungen während 30 Tagen stellen zu können. Mathematisch ergibt sich aus dieser Anforderung des Art. 412 CRR folgende Definitionsgleichung:
{\displaystyle ZMB=EZ\geq AZ}.
In Stressperioden dürfen Institute ihre liquiden Aktiva zur Deckung ihrer Netto-Liquiditätsabflüsse verwenden. Eine Meldepflicht begründet Art. 415 CRR, denn die Institute melden den zuständigen Behörden in einer einzigen Währung – unabhängig von der tatsächlichen Denomination – die in den CRR aufgezählten Bilanzpositionen und deren Bestandteile, einschließlich der Zusammensetzung ihrer liquiden Aktiva gemäß Artikel 416 CRR. Liquide Aktiva werden nach Art. 418 CRR mit ihrem Marktwert gemeldet, vorbehaltlich angemessener Abschläge, die mindestens die Duration, das Kredit- und Liquiditätsrisiko und typische Abschläge auf Pensionsgeschäfte in allgemeinen Stressphasen des Marktes widerspiegeln.
Zu den internen Managementprozessen veröffentlichte der Basler Ausschuss für Bankenaufsicht im Jahre 2000 die Empfehlung „Sound Practices for Managing Liquidity in Banking Organisations“. Im September 2008 wurde ebenfalls als Reaktion auf die Finanzmarktkrise eine überarbeitete Version veröffentlicht. Infolge der Finanzkrise ab 2007 hat der Basler Ausschuss Empfehlungen zu quantitativen Vorschriften zur Begrenzung von Liquiditätsrisiken erarbeitet, die seit Dezember 2010 als Internationale Rahmenvereinbarung über Messung, Standards und Überwachung in Bezug auf das Liquiditätsrisiko vorliegen. Hierin werden zwei aufsichtliche Kennzahlen vorgeschlagen, mit deren Limitierung das Liquiditätsrisiko in der kurzen Frist (bis 30 Tage, Liquiditätsdeckungsquote LCR) und in der mittleren Frist (bis 1 Jahr, strukturelle Liquiditätsquote NSFR) begrenzt werden soll. Außerdem werden Standards für die Überwachungstätigkeit der Bankaufsichtsbehörden formuliert. In Bezug auf die LCR sowie die aufsichtlichen Standards wurde der Standard zum Januar 2013 nochmals überarbeitet („The Liquidity Coverage Ratio and liquidity risk monitoring tools“).
Das Committee of European Banking Supervisors (CEBS, seit 2011 Ausschuss der Europäischen Aufsichtsbehörden für das Bankwesen EBA) hat im Dezember 2009 ebenfalls Leitlinien vorgelegt („Guidelines on Liquidity Buffers & Survival Periods“), die auf die bankinternen Risikomanagementprozesse im Sinne der zweiten Säule von Basel II zielen.
Die LiqV stellt Zahlungsmittelbestände (unterteilt in Laufzeitbänder je nach Liquiditätsgrad; § 3 LiqV) und Zahlungsverpflichtungen (ebenfalls unterteilt in Laufzeitbänder je nach Laufzeit; § 4 LiqV) gegenüber.

## Versicherungswesen
Die Bilanzstruktur von Versicherungsunternehmen ist durch die Eigenheiten der Versicherungsproduktion geprägt. Daher existiert für Versicherungsunternehmen, anstelle der allgemeinen Bilanzgliederung (nach § 266 HGB), ein eigenes Bilanzformblatt (nach § 2 RechVersV). Die Bilanzstruktur ist für die Schaden-, Unfall-, Lebens- und Krankenversicherungen und Rückversicherer einheitlich.
Nach § 124 Abs. 1 Nr. 2 VAG sind bei Versicherungsunternehmen die Vermögenswerte des Sicherungsvermögens so anzulegen, dass Sicherheit, Qualität, Liquidität und Rentabilität des Portfolios als Ganzes sichergestellt werden; außerdem muss die Belegenheit der Vermögenswerte ihre Verfügbarkeit gewährleisten. Damit beinhaltet in der Versicherungsbetriebslehre das Liquiditätsrisiko die Gefahr, dass Kapitalanlagen nicht so zeit- und sachgerecht in Primärliquidität umgewandelt werden können, damit ein Versicherungsunternehmen seine fälligen Zahlungsverpflichtungen erfüllen kann. Der Rechtsbegriff Liquiditätsrisiko wird als dasjenige Risiko definiert, dass Versicherungsunternehmen nicht in der Lage sind, Kapitalanlagen und andere Vermögenswerte zu realisieren, um ihren finanziellen Verpflichtungen bei Fälligkeit nachzukommen (§ 7 Nr. 19 VAG). Das  Liquiditätsrisiko von Versicherungen wird allgemein als gering eingestuft, solange der Versicherungsbestand nicht abnimmt, Versicherungsprämien adäquat kalkuliert sind, die Risikoselektion mindestens der Grundgesamtheit entspricht, die Reservierung ausreicht und das Sicherungsvermögen vorsichtig angelegt ist.
§ 124 VAG wird durch die Anlageverordnung (AnlV) konkretisiert. Sie gilt gemäß § 1 AnlV nur für kleine Versicherungsunternehmen, Pensionskassen und Sterbekassen, welche bei der Kapitalanlage des Sicherungsvermögens die allgemeinen Anlagegrundsätze des § 124 Abs. 1 VAG in Verbindung mit § 234h VAG zu beachten haben. Dabei schreibt § 2 AnlV abschließend die Anlageformen vor, die nach § 3 AnlV bestimmte Höchstgrenzen nicht überschreiten dürfen (Mischung) und nach § 4 AnlV durch Risikostreuung auf verschiedene Emittenten oder Schuldner zu verteilen sind.
Je niedriger die betriebswirtschaftliche Kennzahl der Schadenquote ausfällt, umso geringer ist das versicherungstechnische Liquiditätsrisiko.

## Aufgaben
Das  Bilanzstrukturmanagement geht davon aus, dass die Bilanzstruktur sowohl die Risikostruktur als auch die Rentabilitätsstruktur bestimmt. Bei der Risikostruktur kann für Zwecke der Risikoanalyse auf das Risikomanagement zurückgegriffen werden; die Rentabilitätsstruktur betrachtet die Struktur der Ertragslage, insbesondere der Gewinnspanne. Das Zinsgeschäft (Einlagengeschäft, Kreditgeschäft) wird über die Zinsspanne (die das Zinsänderungsrisiko enthält) in den jeweiligen Geschäftsbereichen gesteuert, die wiederum dem Bilanzstrukturmanagement verantwortlich sind. Dem Bilanzstrukturmanagement kommt insgesamt die Aufgabe zu, eine gleichermaßen unter Risiko- und Rentabilitätsaspekten akzeptable optimale Bilanzstruktur zu definieren und jedes Bankgeschäft und jeden Versicherungsvertrag danach auszurichten.

## Beteiligte Geschäftsbereiche
Dem  Bilanzstrukturmanagement sind in der Aufbauorganisation im Handel insbesondere der Devisenhandel, Geldhandel und Wertpapierhandel, sowohl im Kundengeschäft als auch im Eigenhandel, unterworfen. Fast alle Bankgeschäfte – gleichgültig, ob bilanzwirksam oder nicht – verursachen für sich alleine oder in ihrem strukturellen Zusammenwirken Finanzrisiken. Es gilt, diese Risiken zu identifizieren und im Sinne der Risikotragfähigkeit durch Risikominderung zu begrenzen.